# Quincié-en-Beaujolais
Quincié-en-Beaujolais est une commune française, située dans le département du Rhône en région Auvergne-Rhône-Alpes. L'activité principale de la commune est la viticulture avec quatre AOC : Beaujolais, Beaujolais-Villages, Brouilly et Côte-de-Brouilly.

## Géographie

### Climat
Pour des articles plus généraux, voir Climat d'Auvergne-Rhône-Alpes et Climat du Rhône.
En 2010, le climat de la commune est de type climat océanique dégradé des plaines du Centre et du Nord, selon une étude du Centre national de la recherche scientifique s'appuyant sur une série de données couvrant la période 1971-2000. En 2020, Météo-France publie une typologie des climats de la France métropolitaine dans laquelle la commune est exposée à un climat de montagne ou de marges de montagne et est dans la région climatique  Nord-est du Massif Central, caractérisée par une pluviométrie annuelle de 800 à 1 200 mm, bien répartie dans l’année. 
Pour la période 1971-2000, la température annuelle moyenne est de 11,2 °C, avec une amplitude thermique annuelle de 17,4 °C. Le cumul annuel moyen de précipitations est de 788 mm, avec 9,7 jours de précipitations en janvier et 7,1 jours en juillet. Pour la période 1991-2020, la température moyenne annuelle observée sur la station météorologique de Météo-France la plus proche, « Saint-Didier-Beaujeu », sur la commune de Saint-Didier-sur-Beaujeu à 7 km à vol d'oiseau, est de 11,2 °C et le cumul annuel moyen de précipitations est de 934,2 mm,. Pour l'avenir, les paramètres climatiques de la commune estimés pour 2050 selon différents scénarios d'émission de gaz à effet de serre sont consultables sur un site dédié publié par Météo-France en novembre 2022.

## Urbanisme

### Typologie
Au 1er janvier 2024, Quincié-en-Beaujolais est catégorisée commune rurale à habitat dispersé, selon la nouvelle grille communale de densité à sept niveaux définie par l'Insee en 2022.
Elle est située hors unité urbaine et hors attraction des villes,.

### Occupation des sols
L'occupation des sols de la commune, telle qu'elle ressort de la base de données européenne d’occupation biophysique des sols Corine Land Cover (CLC), est marquée par l'importance des territoires agricoles (59,5 % en 2018), une proportion identique à celle de 1990 (59,5 %). La répartition détaillée en 2018 est la suivante : 
cultures permanentes (49,6 %), forêts (38,5 %), prairies (9,9 %), zones urbanisées (1,9 %), milieux à végétation arbustive et/ou herbacée (0,1 %). L'évolution de l’occupation des sols de la commune et de ses infrastructures peut être observée sur les différentes représentations cartographiques du territoire : la carte de Cassini (XVIIIe siècle), la carte d'état-major (1820-1866) et les cartes ou photos aériennes de l'IGN pour la période actuelle (1950 à aujourd'hui).

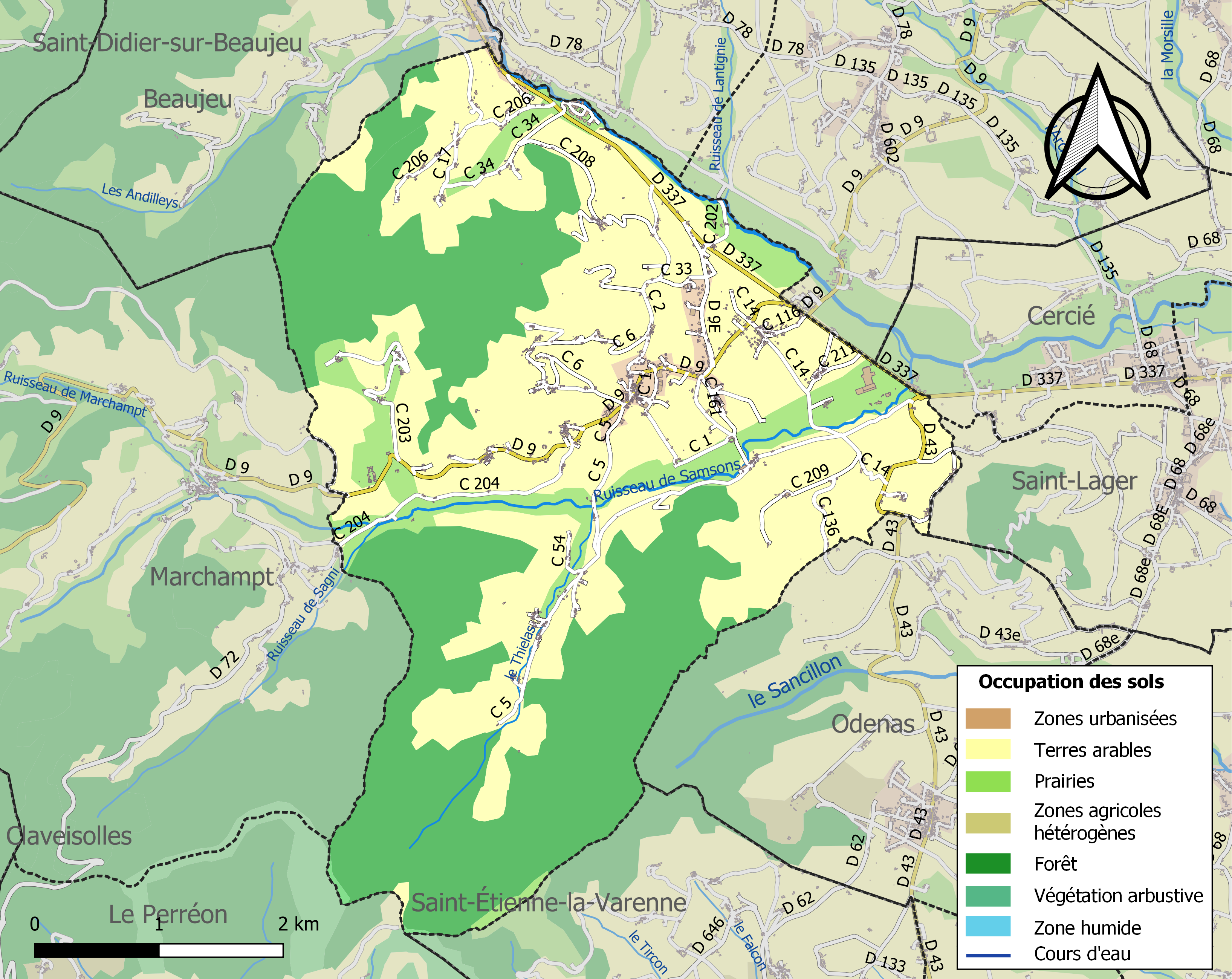
Carte des infrastructures et de l'occupation des sols de la commune en 2018 (CLC).

## Histoire
Jean de Chandieu reconnait posséder « un château démoli appelé la Roche à Quincié près Beaujeu » le 3 mars 1539, près du château de La Palud, dont l'époque de sa fondation et le fondateur sont inconnus. Le château de La Palud est cité pour la première fois dans le testament de Louis, sire de Beaujeu, en mai 1295.
Le village de Quincié-en-Beaujolais a été déplacé pendant les guerres de religion au Moyen Âge. Avant ça, celui-ci se trouvait quelques kilomètres plus bas, sur le hameau de Saint-Nizier-le-Brûlé, qui a totalement été brûlé comme son nom l'indique. Le village a été reconstruit à son emplacement actuel.
Bien des siècles plus tard, pendant la Seconde Guerre mondiale, des résistants ont été exécutés au lieu-dit le Pont-des-Samsons, où une stèle a été érigée en leur mémoire.

### La famille Barjot

Blason de la famille Barjot, de La Palud.

En 1482, Louis XI vient à Beaujeu, où il est reçu par Guillaume Barjot, seigneur de La Palud. Philippe de Commines, historien du roi, raconte qu'il trouve le roi très malade et changé. Il aurait donc résidé plusieurs semaines dans la maison de la Tour à Beaujeu.
Lors de la Réforme, la famille Barjot se fait huguenote. En punition, le duc de Mayenne les prive de leurs biens et les donne à Jean de Nagu. Cependant, les Barjot redeviennent catholiques et leurs biens leur sont restitués.
En 1660, à la mort de Guillaume Barjot, les terres sont séparées entre ses enfants et vendues.
En 1648, son propriétaire est Louis de la Chabaudière, puis Joseph Alexandre de Nagu, qui en fait don aux dames de Chazeaux. À la Révolution, les moniales sont chassées et le château pillé, les armoiries de la porte d'entrée mutilées et le domaine vendu en morcellement.
Le château de La Palud est actuellement inhabité, et fait partie de l'exploitation agricole de Monsieur Guillermin.

### La famille de Nagu-Varennes

Blason de la famille de Nagu-Varennes.

Un premier chateau de Varenne a été détruit au XVIe siècle lors des guerres de religions. Il a été rebâti plus majestueux dans un style Renaissance. Néanmoins, la "Tour carrée" serait le dernier vestige de l'ancien chateau et daterait du XIe siècle.
La seigneurie de Varennes correspond à l'actuel territoire de la commune de Marchampt, auquel il faut ajouter la vallée de Romarand, qui se trouve aujourd'hui rattaché à la commune de Quincié-en-Beaujolais. Les membres de la famille de Nagu, seigneurs de Varennes, se faisaient inhumer à Marchampt et le bénitier de l'église porte encore leurs armoiries.  
À la Révolution, le Château et l'ancienne seigneurie furent confisqués, déclarés propriété nationale et mis en vente en 16 lots au plus offrant à la bougie éteinte. Les frères Allemand achetèrent Varennes.
Lors de la création des communes, le château de Varennes fut rattaché à celle de Quincié-en-Beaujolais, bien qu'une partie de la propriété se trouve toujours sur la commune de Marchampt, territoire historique de la seigneurie. 
Le 12 décembre 1809, François et Hector Allemand vendirent le Château de Varennes à Antoine-Marie Belliard et à son gendre Jean Mathieu, demeurant à Saint-Lager, ancêtres de la famille Charvériat, originaire de l’Ain (Montceaux et Chaveyriat), qui en est propriétaire depuis plus de deux siècles.

## Politique et administration

### Listes des maires

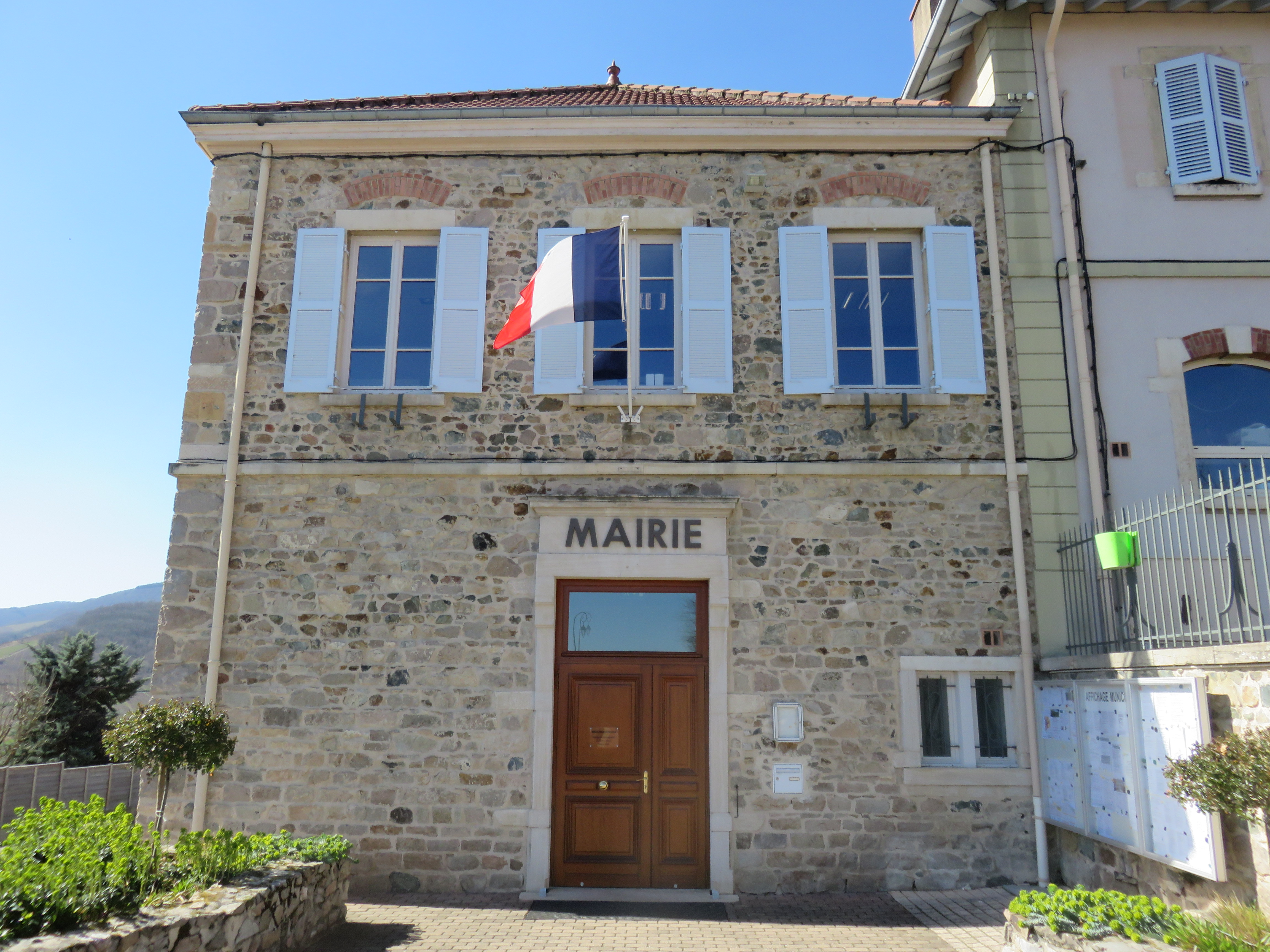
Mairie de Quincié-en-Beaujolais.

| Période                                  | Période  | Identité                            | Étiquette | Qualité |
| ---------------------------------------- | -------- | ----------------------------------- | --------- | ------- |
| 1944                                     | 1953     | Jules Roche (natif de Marchampt)    | PCF       |         |
| 1953                                     | 1983     | Georges Lavarenne                   |           |         |
| 1983                                     | 1995     | Louis Vacheron (natif de Marchampt) |           |         |
| 1995                                     | 2008     | Bernard Lavarenne                   |           |         |
| 2008                                     | En cours | Daniel Michaud                      |           |         |
| Les données manquantes sont à compléter. |          |                                     |           |         |

### Jumelage
| Quincié-en-Beaujolais Treignes |

- Treignes (Belgique)

## Population et société

### Démographie
L'évolution du nombre d'habitants est connue à travers les recensements de la population effectués dans la commune depuis 1793. Pour les communes de moins de 10 000 habitants, une enquête de recensement portant sur toute la population est réalisée tous les cinq ans, les populations de référence des années intermédiaires étant quant à elles estimées par interpolation ou extrapolation. Pour la commune, le premier recensement exhaustif entrant dans le cadre du nouveau dispositif a été réalisé en 2008.

En 2022, la commune comptait 1 382 habitants, en évolution de +4,54 % par rapport à 2016 (Rhône : +3,93 %, France hors Mayotte : +2,11 %).
| 1793  | 1800  | 1806  | 1821  | 1831  | 1836  | 1841  | 1846  | 1851  |
| ----- | ----- | ----- | ----- | ----- | ----- | ----- | ----- | ----- |
| 1 145 | 1 172 | 1 175 | 1 241 | 1 369 | 1 438 | 1 497 | 1 645 | 1 618 |

| 1856  | 1861  | 1866  | 1872  | 1876  | 1881  | 1886  | 1891  | 1896  |
| ----- | ----- | ----- | ----- | ----- | ----- | ----- | ----- | ----- |
| 1 529 | 1 568 | 1 625 | 1 632 | 1 732 | 1 622 | 1 709 | 1 569 | 1 601 |

| 1901  | 1906  | 1911  | 1921  | 1926  | 1931  | 1936  | 1946  | 1954  |
| ----- | ----- | ----- | ----- | ----- | ----- | ----- | ----- | ----- |
| 1 635 | 1 657 | 1 527 | 1 223 | 1 170 | 1 144 | 1 173 | 1 110 | 1 139 |

| 1962  | 1968  | 1975  | 1982  | 1990  | 1999  | 2006  | 2008  | 2013  |
| ----- | ----- | ----- | ----- | ----- | ----- | ----- | ----- | ----- |
| 1 047 | 1 056 | 1 022 | 1 018 | 1 059 | 1 121 | 1 164 | 1 176 | 1 270 |

| 2018  | 2022  | - | - | - | - | - | - | - |
| ----- | ----- | - | - | - | - | - | - | - |
| 1 329 | 1 382 | - | - | - | - | - | - | - |

### Sports
Beaujolais Basket dont Quincié-en-Beaujolais fait partie, évolue actuellement en Nationale 2. Ce club est né novembre 2007 de la fusion de trois clubs : Brouilly Sport (Cercié), Basket Club Quincié-en-Beaujolais et l'Etoile Sportive Régnié-Durette. Le club du Beaujolais évolue en Nationale 2 depuis 2013. En 2014-2015, le club finit 5e place (Poule A) avec 15 victoires pour 9 défaites. Lors de la saison 2016-2017, Beaujolais basket finit à la 8e place (Poule D) avec 12 victoires pour 14 défaites.

## Économie

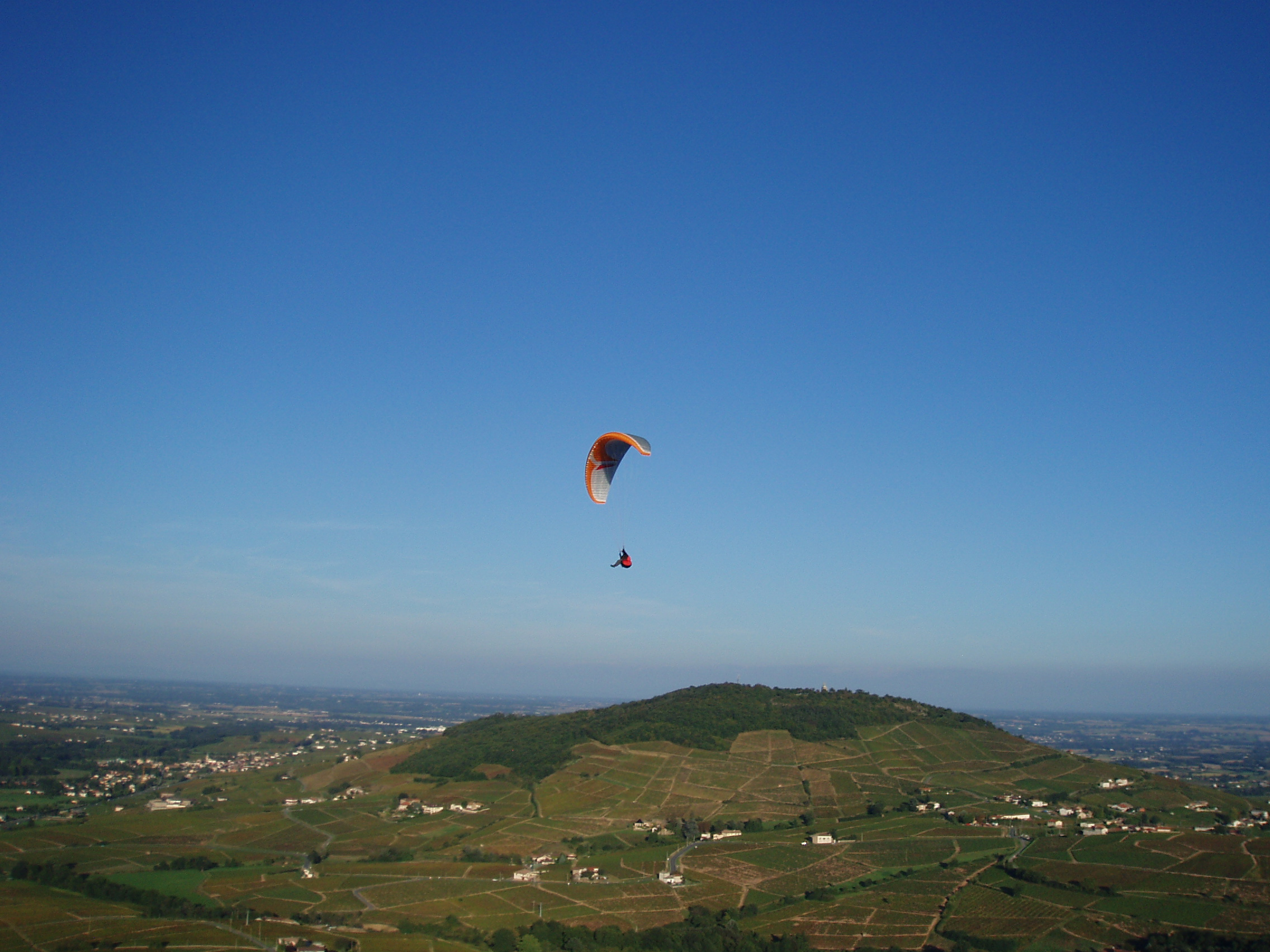
Le mont Brouilly.

### Viticulture
Quincié-en-Beaujolais est dans la région viticole du Beaujolais et produit les appellations :
- Beaujolais Villages : appellation d'origine contrôlée constituée par le territoire de 38 communes du Rhône et de la Saône-et-Loire
- Brouilly : Cru dont la zone de production se trouve sur les communes de Cercié, Charentay, Odenas, Quincié-en-Beaujolais, Saint-Étienne-la-Varenne et Saint-Lager
- Côte-de Brouilly : Cru dont la zone de production se trouve sur les communes de Cercié, Odenas, Quincié-en-Beaujolais, et Saint-Lager

### Revenus de la population et fiscalité
- Revenu moyen par habitant est de 16 088 € par an.

### Emplois
En 2011, selon l'Insee, la population active s'élève à 526, le nombre de chômeurs à 43 pour un taux de chômage à 6,9 %.

## Culture locale et patrimoine

### Monuments détruits
Vers 879, le prieuré de Saint-Nizier, dit de Saint-Nizier-Strata, Saint-Nizier-Lestra ou L’Estrat, Saint-Nizier le Brûlé, fut donné par le roi Boson. Il décline à partir de 1428 et est brûlé par les guerres de religion. C'est en 1754 que fut reconstruite une petite chapelle sur les ruines du prieuré.
L’église de style roman, dédiée à St Pierre, fut érigée puis démolie vers 1856.
C'est à partir de 1864 qu'est construite l'église actuelle.

### Lieux et monuments actuels

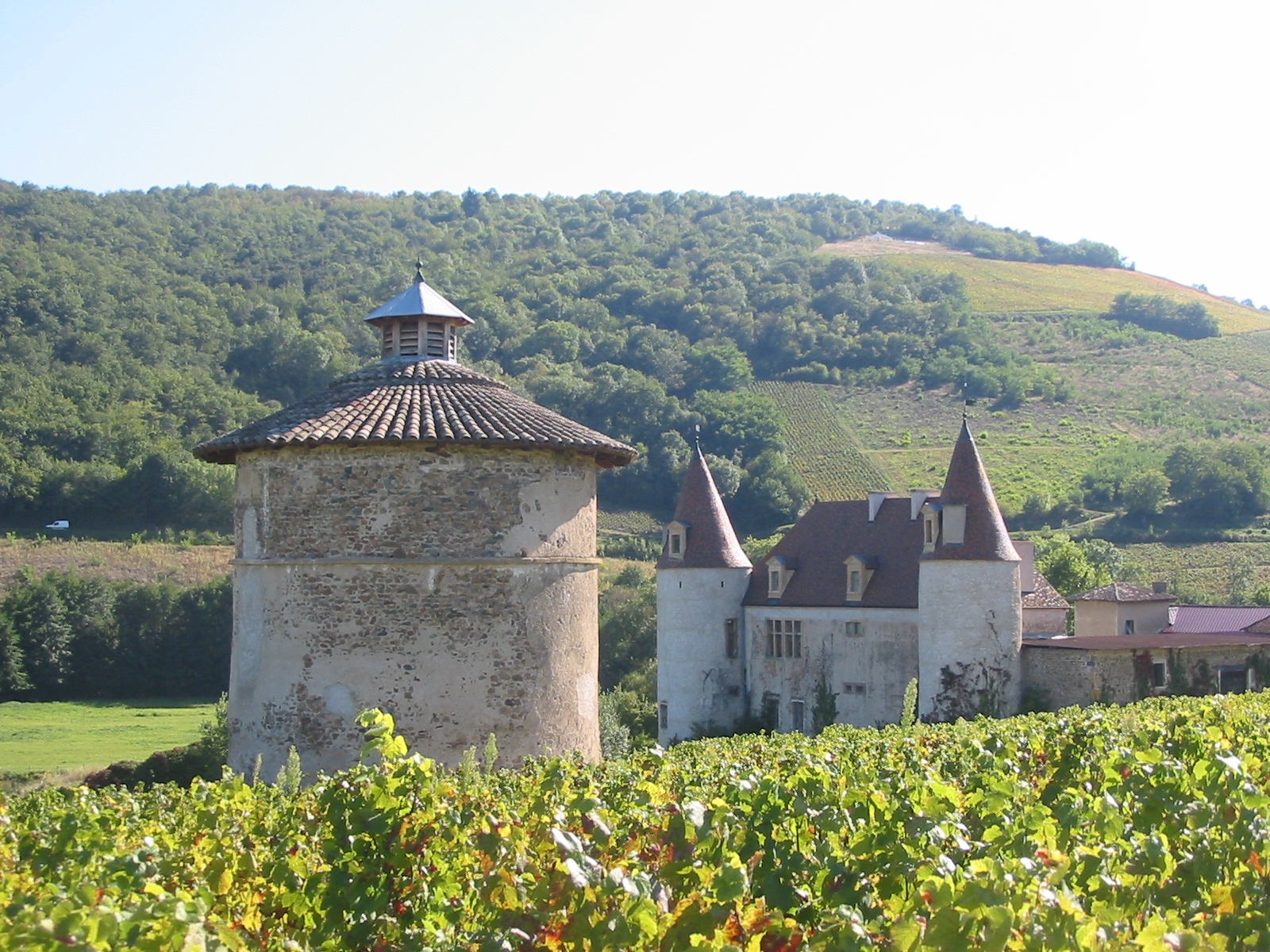
Château de La Palud

Plusieurs monuments sont à voir à Quincié-en-Beaujolais, à commencer par son église de style baroque.
Trois châteaux ont été construits sur la commune :

#### Chateau de La Palud
Le plus ancien est le château de La Palud, qui a été construit pendant le Moyen Âge et remanié au XVIe siècle ou XVIIe siècle.
Le corps du bâtiment principal est à comble aigu, percé de lucarnes. La façade principale est flanquée de deux tours massives rondes à flèche élancée, éclairées par de rares ouvertures. À gauche de ce qui fut le pont-levis, deux étroites baies jumelles surmontent la porte. Elles ont une réplique au-dessus, sous les combles. À gauche, à l'étage, une double fenêtre à meneaux et à droite une simple fenêtre. Trois lucarnes ajourent la toiture.

#### Château de Varennes

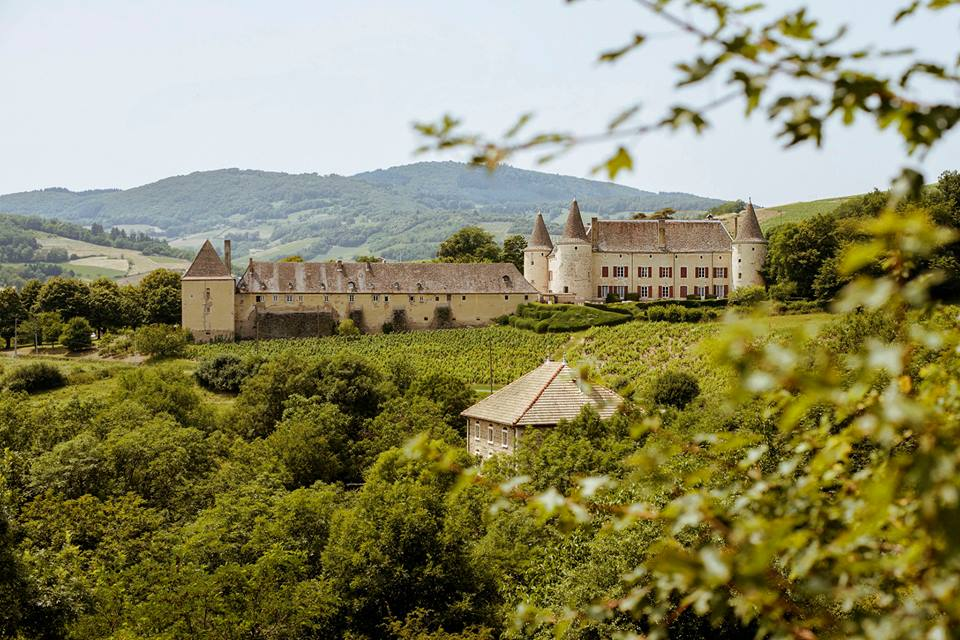
Château de Varennes

Le second est le château de Varennes, il a été construit au XIe siècle puis augmenté à la Renaissance. La façade principale est ornée de deux pavillons carrés flanquée de hautes tours circulaires à la flèche élancée, dominant la cour d'honneur. Au fond de la cour, un corps de logis, de construction relativement récente, est composée de deux étages de galeries en arcs surbaissés. Au rez-de-chaussée se trouve l'immense cheminée de pierre de la cuisine dont l'écusson a été martelé par les calvinistes ou les révolutionnaires. Elle est ornée d'une Bretagne armoriée.
Aujourd'hui, il est possible de venir fêter son mariage dans une des salles du château, qui ont toujours été entretenues.

#### Château du Souzy
Enfin le château du Souzy est le dernier château à avoir été construit sur la commune au cours du XVIIIe siècle.

### Espaces verts et fleurissement
En 2014, la commune obtient le niveau « une fleur » au concours des villes et villages fleuris.

### Personnalités liées à la commune
- Pierre Dulac (1761-1823), homme politique, député du Rhône en 1815, pendant les Cent-Jours.
- Émile Charvériat, né le 25 juillet 1826 à Lyon et mort le 1er juillet 1904, dans son château de Varennes, à Quincié, est un historien français.
- Bernard Pivot (1935-2024), qui alla à l'école élémentaire à Quincié et dont les parents du côté maternel sont originaires de la ville, possède une résidence à Quincié-en-Beaujolais et la bibliothèque municipale porte son nom. De nombreux ouvrages comportent des annotations manuscrites de sa main. Il fut également conseiller municipal[22]. Il y est inhumé le 14 mai 2024 dans le caveau familial.

- Cette commune accueille aussi le député du Rhône, maire de Villefranche-sur-Saône, Bernard Perrut, qui aime à se retrouver en famille dans sa résidence secondaire.
- Le roi Louis XI est venu plusieurs fois dans le Beaujolais. Il aimait venir se restaurer et se reposer au château de La Palud.
- Lucien Degoutte, député du Rhône, conseiller municipal de Quincié-en-Beaujolais, à partir d'octobre 1947.

### Transport
De 1869 à 1987, il y avait un chemin de fer entre Belleville et Beaujeu. En 2004, la partie de la voie ferrée située entre Beaujeu et Saint-Jean-d'Ardières a été transformée en voie verte.